# Louis Ier de Luzzara
Louis Ier de Gonzague de Luzzara (1602 – 3 novembre 1666) est un aristocrate et militaire italien.

## Biographie
Il est le fils de Frédéric Ier de Luzzara, et Elisabeth de Gonzague de Poviglio. Il est le commandant suprême de l'armée du duché de Mantoue en 1627.
En 1630, à la suite de Guerre de Succession de Mantoue, le fief de Luzzara est séparé du Duché de Mantoue et affecté à la branche de Gonzague de Guastalla. Louis soumet ses revendications à l'empereur Ferdinand II, qui a accordé certaines terres à César II de Guastalla, duc de Guastalla.

## Descendance
Louis épouse Elena de Gonzague (?-1620), la fille de Pirro Maria de Gonzague de Vescovato, dont il a neuf enfants:
- Pirro (ou Pierre, Maria) (1638-1693)
- Francis (1651-?)
- Massimiliano (1639-1640)
- Silvia (1647-1647)
- Frédéric II de Luzzara (1636-1698), son successeur
- Hercule (1643-1644)
- Isabella
- Luigi (?-1640)
- Rodomonte (1645-1718),